# Rose Dieng-Kuntz
Rose Dieng-Kuntz (1956 - 30 tháng 6 năm 2008) là một nhà khoa học máy tính người Sénégal chuyên về trí tuệ nhân tạo. Bà là người phụ nữ châu Phi đầu tiên ghi danh vào trường bách khoa École. Lĩnh vực chuyên môn của bà cho tiến sĩ là đặc điểm kỹ thuật song song. Bà làm việc cho Viện nghiên cứu khoa học và điều khiển máy tính quốc gia (INRIA) ở Pháp, một tổ chức nghiên cứu quốc gia của Pháp tập trung vào khoa học máy tính, lý thuyết điều khiển và toán học ứng dụng, nơi chuyên môn nghiên cứu của Bà là chia sẻ kiến thức trên World Wide Web.
Bà qua đời năm 2008 sau một thời gian dài bị bệnh. Cái chết của Bà nhận được sự phủ sóng truyền thông quốc gia. Bộ trưởng Bộ Giáo dục và Nghiên cứu Đại học Pháp, Valérie Pécresse, bày tỏ nỗi buồn, và đưa ra một tuyên bố tuyên bố cái chết của Rose Dieng Kuntz: "Pháp và thế giới khoa học vừa mất đi một trí tuệ viễn tưởng và một tài năng to lớn".

## Giải thưởng
- Giải thưởng Irène Joliot-Curie năm 2005
- Chevalier de la Légion d'Honneur năm 2006.

## Ấn phẩm (được chọn)
- (tiếng Anh)  (chủ biên, phối hợp với Heinz Jürgen Müller), xung đột tính toán: mô hình xung đột cho các hệ thống thông minh phân tán, 2000
- (tiếng Anh) Thiết kế hệ thống hợp tác: việc sử dụng các lý thuyết và mô hình, 2000
- (tiếng Anh)  (chủ biên, phối hợp với Nada Mata), Quản lý kiến thức và ký ức tổ chức, 2002
- (tiếng Anh)  (chủ biên, hợp tác với Parisa Ghodous và Geilson Loureiro), Dẫn đầu Web về kỹ thuật đồng thời: kỹ thuật đồng thời thế hệ tiếp theo